# Agalmopolynema chusqueanum
Agalmopolynema chusqueanum är en stekelart som beskrevs av Fidalgo 1988. Agalmopolynema chusqueanum ingår i släktet Agalmopolynema och familjen dvärgsteklar. Inga underarter finns listade i Catalogue of Life.